# Kloster Santa María de San Salvador (Cañas)

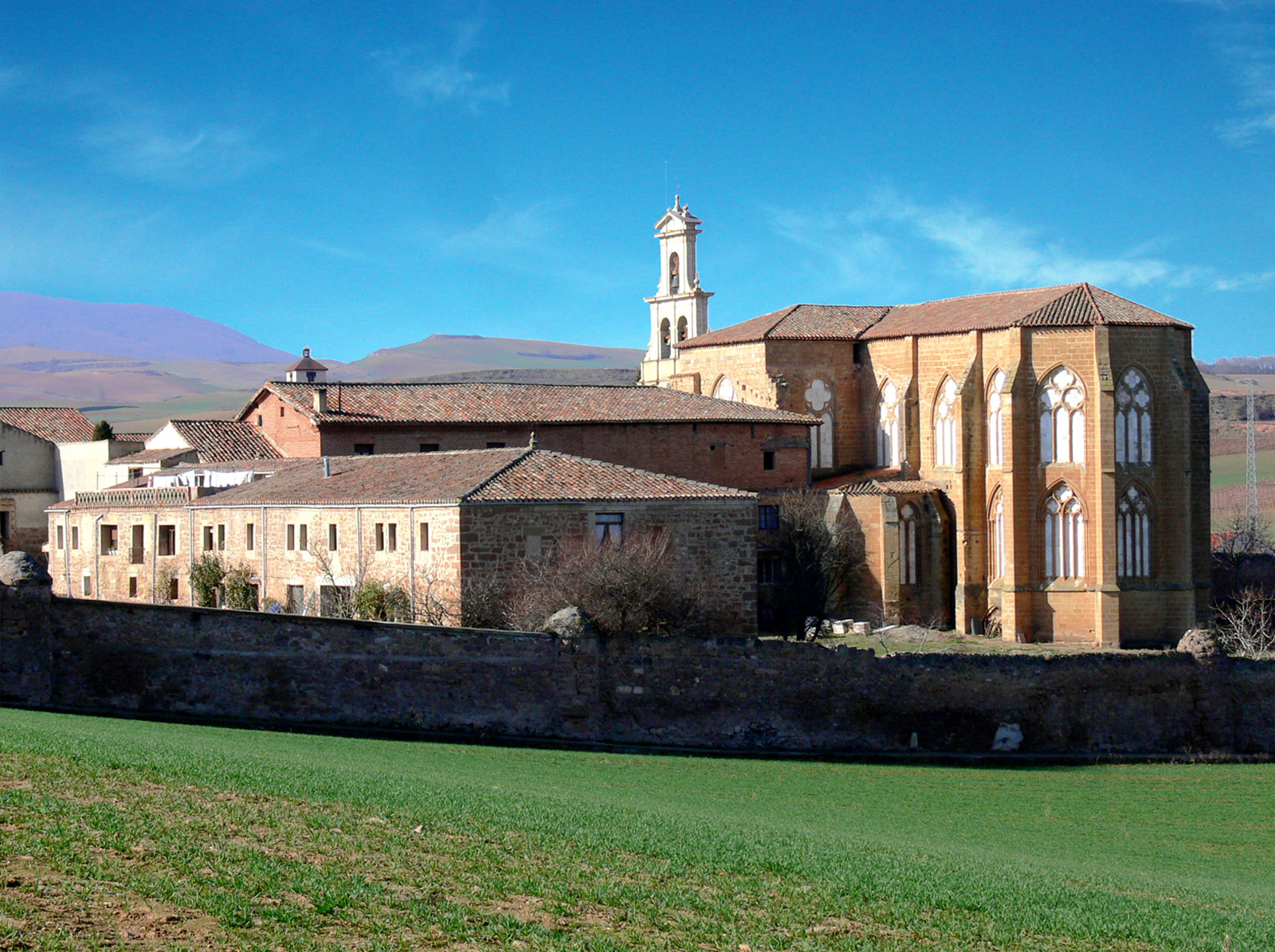
Kloster Santa María de San Salvador. Der querstehende barocke Glockengiebel überhöht den Eingang vom Kreuzgang in das Langhaus der Kirche.

Das Kloster Santa María de San Salvador nahe der kleinen Ortschaft Cañas in der Autonomen Region La Rioja gehört zu den architektonischen Schmuckstücken im Norden Spaniens. Hier existiert ein Zisterzienserinnen-Konvent der Zisterzienserinnenkongregation San Bernardo (C.C.S.B.).

## Geschichte
Ein kleines Kloster ist an diesem Platz urkundlich schon in den Jahren 922 und 1047 belegt. Im Jahr 1170, also nur wenige Jahre nach dem Tod des hl. Bernhard von Clairvaux (1153) stifteten der Graf Lópe Díaz de Haro und seine Frau Doña Aldonza Ruiz de Castro die beiden benachbarten Landgüter (villae) Cañas und Canillas den Nonnen aus dem Benediktinerinnenkloster Las Ayuelas bei Santo Domingo de la Calzada, die sich dem Orden der Zisterzienser angeschlossen hatten. Doña Urraca López de Haro y Ruiz de Castro, die (1225–1262) die im Kapitelsaal beigesetzte Äbtissin des Klosters und Tochter des Grafenpaares, begann in der 1. Hälfte des 13. Jahrhunderts mit den Bauarbeiten an der Kirche und am Kapitelsaal; viele der heutigen Klostergebäude (v a. der Kreuzgang) stammen jedoch letztlich erst aus dem 18. Jahrhundert. Über das Aussehen eventuell vorhandener Vorgängerbauten ist nichts bekannt.

## Architektur

### Kirche

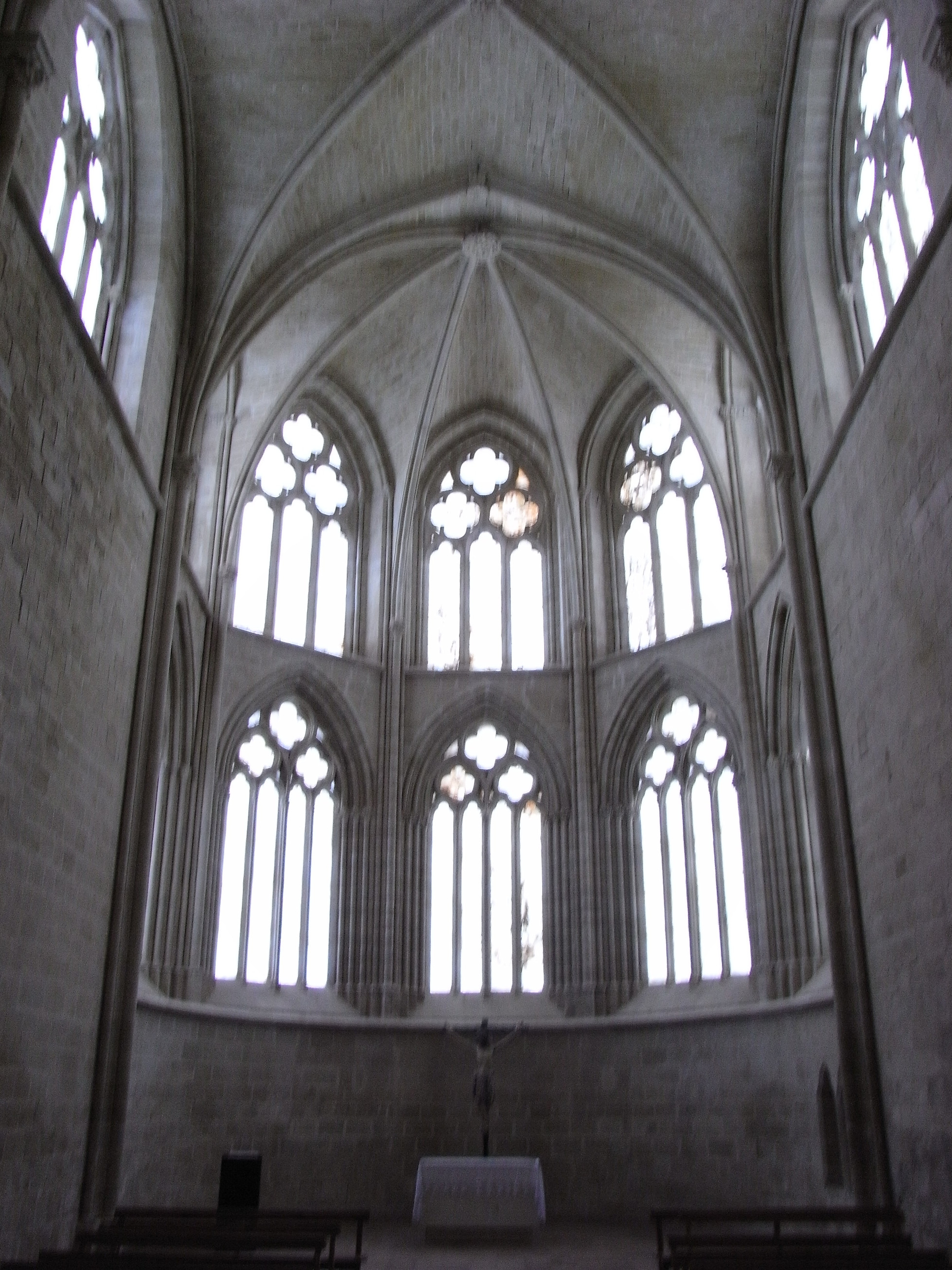
Hauptapsis

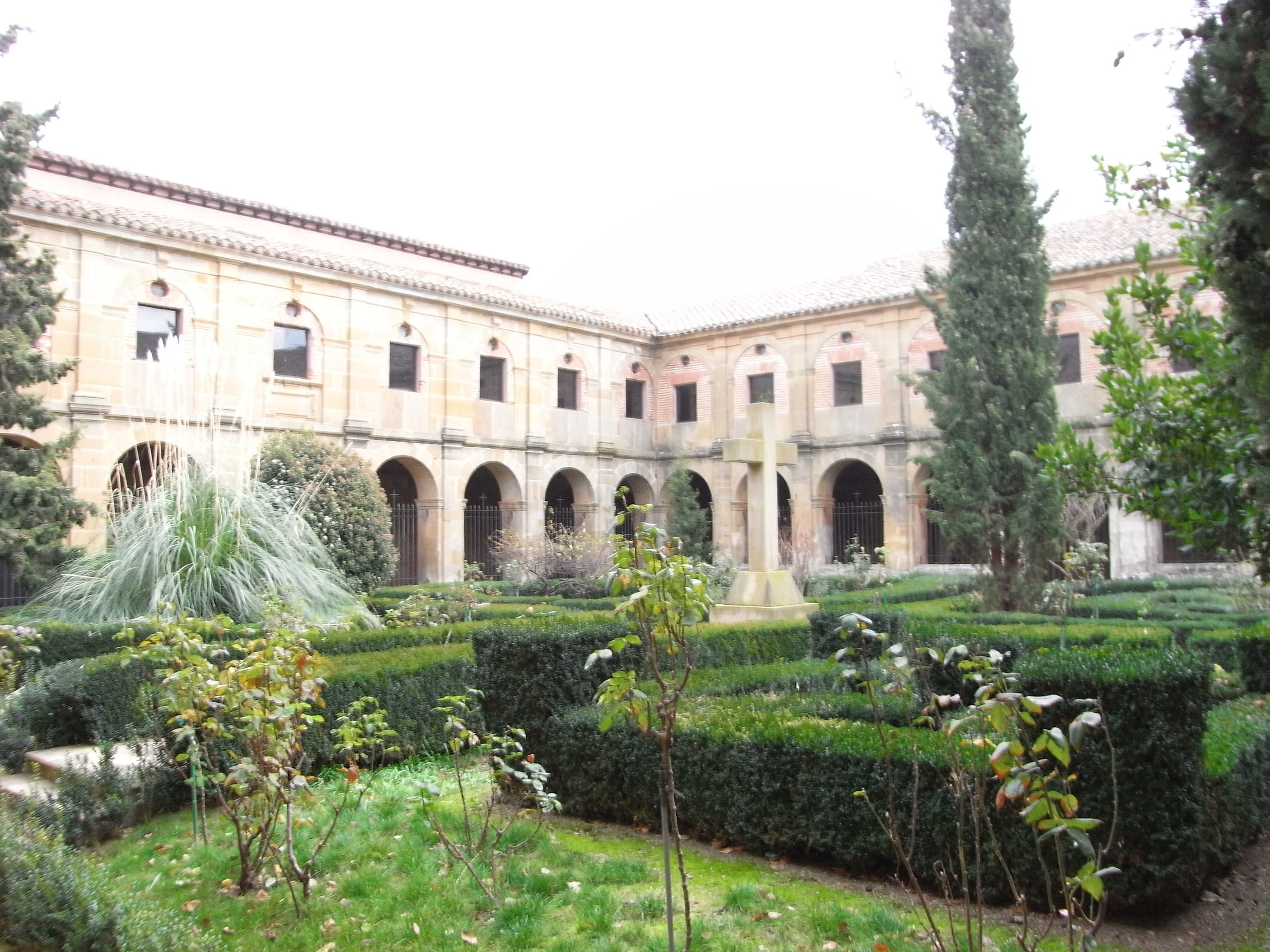
Kreuzgang

Die um die Mitte des 13. Jahrhunderts fertiggestellte dreischiffige Osthälfte der Kirche mitsamt der Vierung und dem Querhausbereich gehört zu den frühesten Beispielen hochgotischer Architektur in Spanien. Die große Mittelapsis ist durch zwei horizontale Gesimse in drei Ebenen unterteilt – die untere ist wandsichtig und unbelichtet; die beiden oberen werden nahezu vollständig von farblosen Maßwerkfenstern mit Alabasterscheiben eingenommen; die unteren Fenster sind stark profiliert und vierbahnig, die oberen sind dagegen nur wenig profiliert und dreibahnig. Ein Rippengewölbe mit einem runden Schlussstein schließt den Raum nach oben ab. Die seitlichen Apsiden sind deutlich kleiner dimensioniert und dienten vorrangig zur Aufnahme weiterer Altäre; in der nördlichen Seitenapsis finden sich eine polychrom gefasste Muttergottesstatue mit einem fast erwachsenen Christuskind auf ihrem Schoß und eine Figur des hl. Dominikus von Silos. Das – ursprünglich wohl dreischiffig geplante, aber letztlich nur einschiffig ausgeführte – Langhaus der Kirche mit seinem baldachinartigen Rippengewölbe wurde erst im 16. Jahrhundert unter der Leitung der Äbtissinnen Isabel Téllez und Leonor de Osorio vollendet; letztere gab auch den Auftrag für den großen Altarretabel (retablo).

### Kapitelsaal
Der Kapitelsaal entstammt der Mitte des 13. Jahrhunderts. Zwischen seinem in frühgotischen Formen erbauten Portalbereich und seinem in hochgotischem Stilempfinden gestalteten Innenraum klafft eine deutlich erkennbare stilistische Lücke. Durch eine schlanke Mittelsäule, die die Gewölberippen aufnimmt, ist der wie üblich gegenüber dem Kreuzgang leicht abgesenkte Raum in vier quadratische Joche unterteilt, die sowohl vom Kreuzgang aus als auch durch zwei doppelbahnige Maßwerkfenster an der Rückwand belichtet werden.
Der Kapitelsaal diente nicht nur als Versammlungsraum der Mönche, sondern daneben auch als Grablege bedeutender Äbtissinnen, darunter auch das der Äbtissin Doña Urraca López de Haro y Ruiz de Castro vom Ende des 13. Jahrhunderts, welches auf dem Rücken von sechs Tieren (Hunden, Löwen etc.) aufruht. Die rechte Seite des Sarkophags zeigt einen Trauerzug von Nonnen und Äbten, die linke zeigt Szenen der Trauer und der Beweinung; die Fußseite beinhaltet ein Relief mit der von zwei Engeln in einem Tuch in den Himmel emporgehobenen Seele. Kopf und Teile der Brustpartie der Liegefigur (gisant) wurden im 19. Jahrhundert zerstört und später rekonstruiert; zu ihren Füßen knien zwei Dienerinnen.

### Kreuzgang
Nur Teile des Ostflügels des Kreuzgangs sind alt; ansonsten ist die vierflügelige Anlage im schmucklosen neoklassischen Stil des 17. und 18. Jahrhunderts errichtet worden. Der Bodenbelag des Kreuzgangs besteht aus kleinen Kieselsteinen, die teilweise mosaikartig ausgelegt sind. Auch die übrigen Klostergebäude sind das Werk des 17. bis 20. Jahrhunderts.

## Ausstattung
Wie alle Zisterzienserkirchen, so war auch die Klosterkirche von Cañas ursprünglich vergleichsweise schlicht und farblos ausgestattet. Erst im 16. Jahrhundert wurde das prachtvolle Altarretabel in Auftrag gegeben, das sowohl geschnitzte Teile als auch Bildtafeln präsentiert und dem Leben und den Tugenden der Gottesmutter gewidmet ist. Für die Zeit ungewöhnlich ist sein triptychonartiger Aufbau, der an gotische Flügelaltäre erinnert. Er verstellte bis 1975 die Fenster der Hauptapsis, dann wurde er demontiert und im Westen des Langhauses der Kirche aufgestellt. Im Laufe der Jahrhunderte kamen auch viele kleine Devotionalien hinzu, welche heute allesamt im Museum des Klosters aufbewahrt werden.

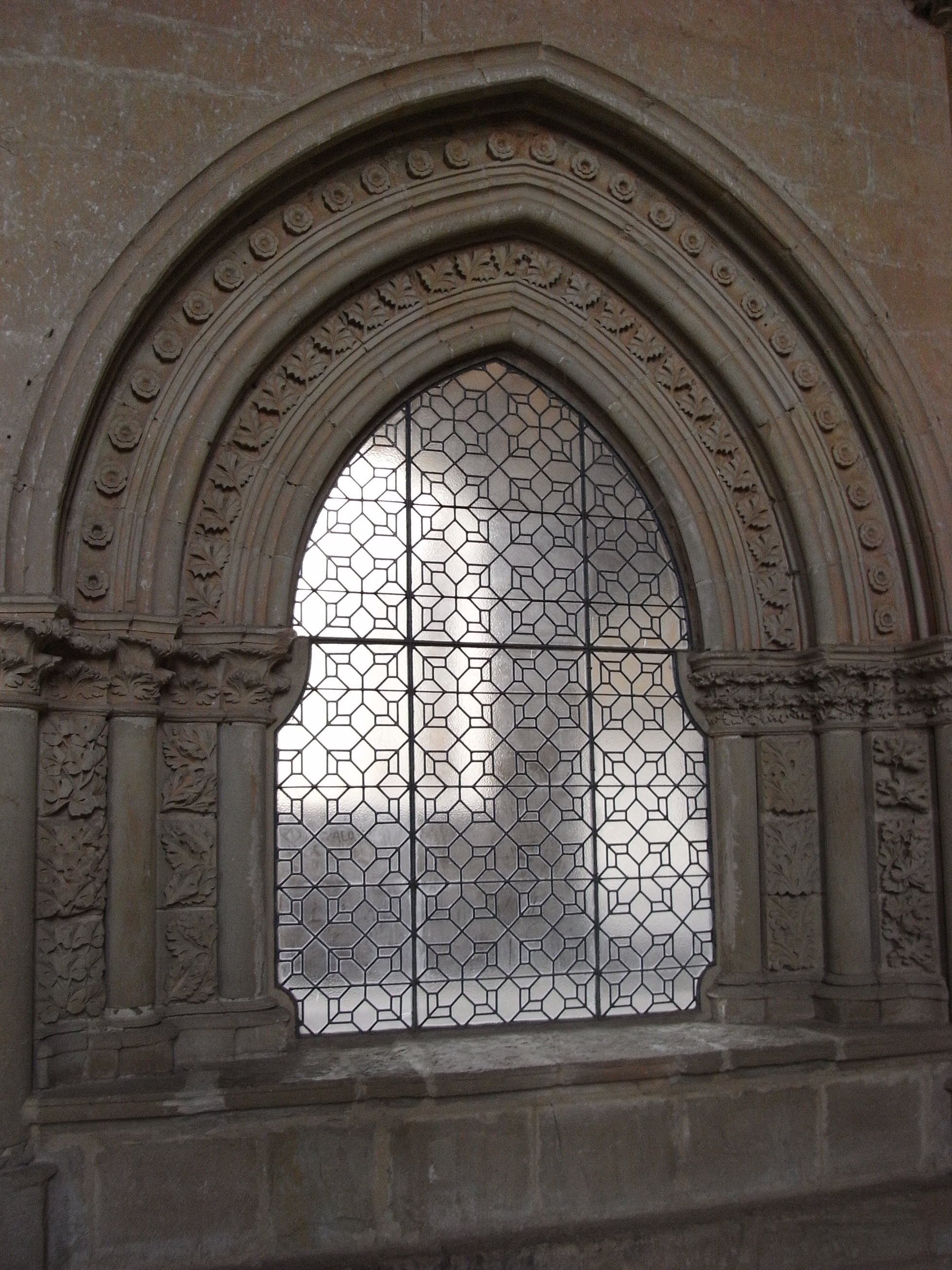
Fenster im Kapitelsaal
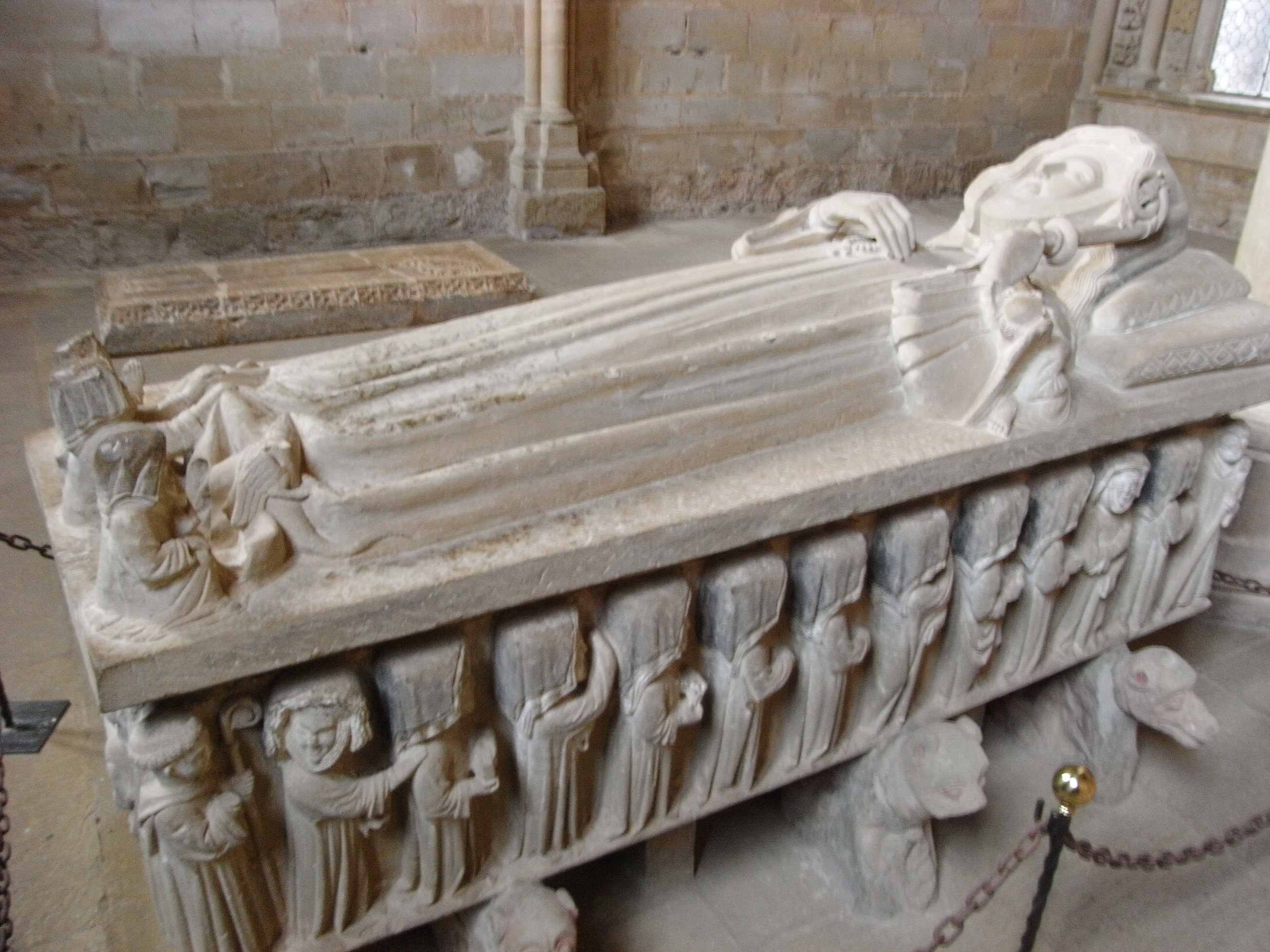
Grabmal der Äbtissin
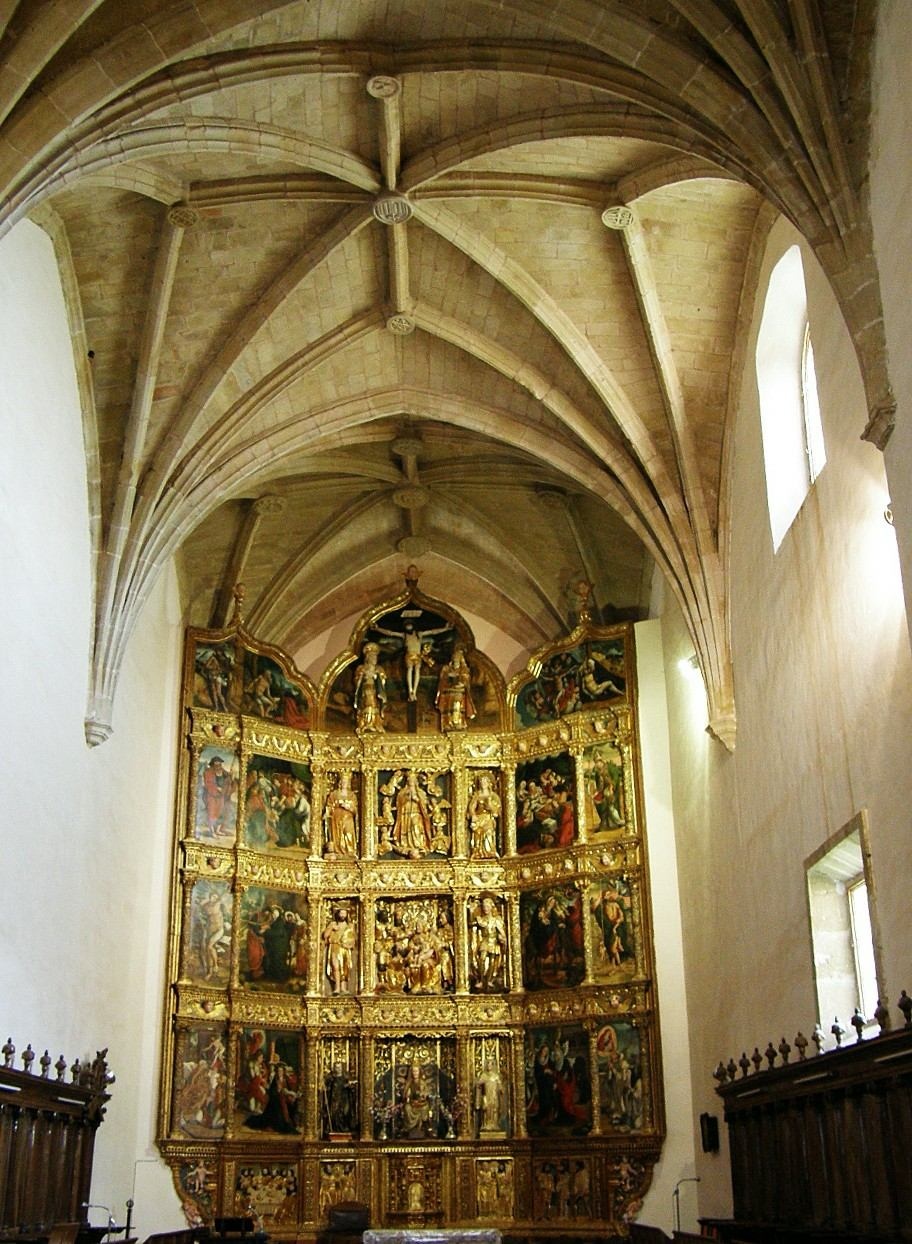
Altarretabel

## Museum
In Teilen des Kreuzgangs ist ein kleines Museum untergebracht, in welchem kleine barocke Retabel, Kruzifixe, Vasa Sacra und Devotionalien aller Art sowie Fotografien zur Geschichte des Klosters gezeigt werden; ein Raum präsentiert mehrere Reliquien, darunter einen Hufeisenabdruck des Pferdes des hl. Jakobus aus der Schlacht bei Las Navas de Tolosa (1212).